# Tyrkiet ved sommer-OL 2012
Tyrkiet deltog ved Sommer-OL 2012 i London som blev arrangeret i perioden 27. juli til 12. august 2012.

## Medaljer
| 2012 London | Guld | Sølv | Bronze | Total |
| Tyrkiet     | 2    | 2    | 1      | 5     |

### Medaljevinderne
| Tyrkiet under sommer-OL 2012 i London | Tyrkiet under sommer-OL 2012 i London | Tyrkiet under sommer-OL 2012 i London | Tyrkiet under sommer-OL 2012 i London | Tyrkiet under sommer-OL 2012 i London |
| Medalje                               | Navn                                  | Sport                                 | Event                                 | Dato                                  |
| ------------------------------------- | ------------------------------------- | ------------------------------------- | ------------------------------------- | ------------------------------------- |
| Guld                                  | Servet Tazegül                        | Taekwondo                             | Men's 68 kg                           | 9. august                             |
| Guld                                  | Aslı Çakır Alptekin                   | Atletik                               | Women's 1500 m                        | 10. august                            |
| Sølv                                  | Gamze Bulut                           | Atletik                               | Women's 1500 m                        | 10. august                            |
| Sølv                                  | Nur Tatar                             | Taekwondo                             | Women's 67 kg                         | 10. august                            |
| Bronze                                | Rıza Kayaalp                          | Brydning                              | Men's 120 kg                          | 6. august                             |

^Den 17. august 2015 sagde Sportens Voldgiftsret, at den godkendte et forlig, som den tyrkiske atlet Aslı Çakır Alptekin og IAAF er enige om. Alptekin har indvilliget i at miste sin 1500 meter olympiske titel og afsone en otte års karantæne for bloddoping. IOC has not yet confirmed the redistribution of the medals in this event.